# Oczyszczenie (singel)
„Oczyszczenie” – trzeci i ostatni singel przedpremierowo zapowiadający nowy album Edyty Górniak. Ukazał się on nakładem wytwórni Universal Music Polska. Utwór powstał przy współpracy Edyty Górniak z Dustplastic (Piotr Pacak i Michał Nocny). Tekst tworzyła Górniak wraz z Aleksandrą Warchoł. Za mastering odpowiadało Mastering Concrete Cut Studios w Londynie.
Okładka singla została przedstawiona 23 czerwca 2015 za pośrednictwem internetu. Dzień później wokalistka zaprezentowała premierowo utwór podczas audycji Marcina Wojciechowskiego – Zet na punkcie muzyki, choć artystka na Festiwalu w Opolu zapowiedziała datę 23 czerwca. Premiera telewizyjna utworu miała miejsce na koncercie Lato Zet i Dwójki w Kołobrzegu 28 czerwca 2015, transmitowanym na antenie TVP2.

## Notowania utworu
| Notowanie (2015)                    | Prowadzenie          | Pozycja | Źródło |
| ----------------------------------- | -------------------- | ------- | ------ |
| Lista przebojów Radia Zet           | Radio Zet            | 27      | [ 6 ]  |
| Szczecińska Lista Przebojów         | Radio Szczecin       | 41      | [ 7 ]  |
| Lista Przebojów Radia PiK           | Radio PiK            | 2       | [ 8 ]  |
| London Top 20                       | Polskie Radio Londyn | 5       | [ 9 ]  |
| HitPlaneta                          | Muzyczne Radio       | 1       | [ 10 ] |
| Top-15                              | Wietrzne Radio       | 2       | [ 11 ] |
| Polska lista przebojów w Beneluksie | Radio e-migrant      | 6       | [ 12 ] |
| Lista przebojów                     | Radio Łódź           | 2       | [ 13 ] |
| Balladowa Lista Przebojów           | Radio FaMa           | 1       | [ 14 ] |
| Złota Trzydziestka                  | Radio Strefa         | 1       | [ 15 ] |
| Przebój lata                        | Radio RDN            | 2       | [ 16 ] |